# پاراگه (باچکا پالانکا)
پاراگه (به صربی: Parage) یک منطقهٔ مسکونی در صربستان است که در Bačka Palanka Municipality واقع شده‌است. پاراگه ۹۲۱ نفر جمعیت دارد.